# Ronde van Guangxi 2024 (mannen)
De Ronde van Guangxi 2024 werd verreden van 15 tot en met 20 oktober in de Chinese autonome regio Guangxi. Het was de vijfde editie van deze meerdaagse etappekoers. De ronde was de laatste wedstrijd op de UCI World Tour 2024-kalender. De titelhouder, Milan Vader, moest opgeven in de derde etappe. Hij werd opgevolgd door de Belg Lennert Van Eetvelt.

## Deelnemende ploegen
Er stonden zestien UCI World Tour-teams van dit seizoen aan de start, aangevuld met twee Pro Tour-teams en de nationale selectie van China. Bijna elke ploeg bestond uit zeven renners, wat het totaal op 129 bracht.
| UCI World Tour 2024-team | UCI World Tour 2024-team | Pro Tour                        | Nationale selectie |
| --- | --- | ------------------------------- | ------------------ |
| Arkéa-B&B Hotels Astana Qazaqstan Team Bahrain Victorious Cofidis Decathlon AG2R La Mondiale Team EF Education-EasyPost INEOS Grenadiers Intermarché-Wanty | Lidl-Trek Movistar Team Red Bull-BORA-hansgrohe Soudal Quick-Step Team dsm-firmenich Team Jayco AlUla Team Visma \| Lease a Bike UAE Team Emirates | Israel-Premier Tech Lotto Dstny | China              |

## Etappe-overzicht
| Etappe | Datum      | Start         | Finish        | Afstand  | Type       | Winnaar             | Klassementsleider   |
| ------ | ---------- | ------------- | ------------- | -------- | ---------- | ------------------- | ------------------- |
| 1e     | 15 oktober | Fangchenggang | Fangchenggang | 149,4 km | Vlakke rit | Lionel Taminiaux    | Lionel Taminiaux    |
| 2e     | 16 oktober | Chongzuo      | Jingxi        | 181,5 km | Heuvelrit  | Warre Vangheluwe    | Max Kanter          |
| 3e     | 17 oktober | Jingxi        | Bama          | 214 km   | Heuvelrit  | Ethan Vernon        | Ethan Vernon        |
| 4e     | 18 oktober | Bama          | Jinchengjiang | 176,8 km | Heuvelrit  | Ethan Vernon        | Max Kanter          |
| 5e     | 19 oktober | Yizhou        | Nongla        | 165,8 km | Heuvelrit  | Lennert Van Eetvelt | Lennert Van Eetvelt |
| 6e     | 20 oktober | Nanning       | Nanning       | 134,3 km | Heuvelrit  | Matevž Govekar      | Lennert Van Eetvelt |

## Klassementsverloop
| Etappe | Winnaar             | Algemeen klassement · | Puntenklassement · | Bergklassement ·  | Jongerenklassement · | Ploegenklassement   |
| ------ | ------------------- | --------------------- | ------------------ | ----------------- | -------------------- | ------------------- |
| 1      | Lionel Taminiaux    | Lionel Taminiaux      | Lionel Taminiaux   |                   | Ethan Vernon         | Israel-Premier Tech |
| 2      | Warre Vangheluwe    | Max Kanter            | Max Kanter         | Dries De Bondt    | Filip Maciejuk       | Israel-Premier Tech |
| 3      | Ethan Vernon        | Ethan Vernon          | Ethan Vernon       | Dries De Bondt    | Ethan Vernon         | Israel-Premier Tech |
| 4      | Ethan Vernon        | Max Kanter            | Ethan Vernon       | Pepijn Reinderink | Filip Maciejuk       | Israel-Premier Tech |
| 5      | Lennert Van Eetvelt | Lennert Van Eetvelt   | Ethan Vernon       | Pepijn Reinderink | Lennert Van Eetvelt  | UAE Team Emirates   |
| 6      | Matevž Govekar      | Lennert Van Eetvelt   | Ethan Vernon       | Pepijn Reinderink | Lennert Van Eetvelt  | UAE Team Emirates   |

Mannen: 2017 · 2018 · 2019 · 2020 · 2021 · 2022 · 2023 · 2024 · 2025
Vrouwen: 2017 · 2018 · 2019 · 2020 · 2021 · 2022 · 2023 · 2024 · 2025
Tour Down Under ·
Great Ocean Road Race ·
Ronde van de Verenigde Arabische Emiraten ·
Omloop Het Nieuwsblad ·
Strade Bianche ·
Parijs-Nice · 
Tirreno-Adriatico · 
Milaan-San Remo ·
Ronde van Catalonië ·
Classic Brugge-De Panne ·
E3 Saxo Classic ·
Gent-Wevelgem ·
Dwars door Vlaanderen ·
Ronde van Vlaanderen ·
Ronde van het Baskenland ·
Parijs-Roubaix ·
Amstel Gold Race ·
Waalse Pijl ·
Luik-Bastenaken-Luik ·
Ronde van Romandië ·
Eschborn-Frankfurt ·
Ronde van Italië ·
Critérium du Dauphiné ·
Ronde van Zwitserland ·
Ronde van Frankrijk ·
Clásica San Sebastián ·
Ronde van Polen ·
Bretagne Classic ·
BEMER Cyclassics ·
Renewi Tour ·
Ronde van Spanje ·
GP van Quebec ·
GP van Montreal ·
Ronde van Lombardije ·
Ronde van Guangxi